# Peter Bjorn and John
Pour les autres significations, voir Peter Bjorn and John (album).
Peter Bjorn and John est un groupe de rock alternatif suédois, originaire de Stockholm. Il est composé de Peter Morén (chanteur, guitariste et harmoniciste), Björn Yttling (bassiste et claviériste), et John Eriksson (batteur et percussionniste).
Après deux premiers albums lancés en 2002 et 2005 respectivement, le trio suédois a connu un succès international en 2007 avec sa chanson Young Folks, tirée de leur album Writer's Block paru en 2006.

## Biographie

### Formation et débuts (1997–2005)
Peter Morén et Björn Yttling commencent à jouer de la musique ensemble lorsqu'ils sont à l'école secondaire. Leur premier groupe se sépare lorsqu'ils déménagent à Stockholm, où ils rencontrent John Eriksson en 1999, et forment Peter Bjorn and John. Leur premier concert a lieu à bord d'un bateau à Stockholm, c'est un échec. Pour un début, le groupe pensait « juste faire de la [bonne] musique pour s'amuser. » Lars Skoglund, du groupe Laakso, les rejoint à la batterie, et joue aussi du bongo pendant les concerts.
Après la sortie de l'EP Forbidden Chords et de deux singles (Failing and Passing et I Don't Know What I Want Us to Do), le groupe publie un premier album éponyme en 2002 sur le label Beat That! Après d'autres concerts, deux EP (People They Know, 100m of Hurdles), et un autre single (See Through), le groupe signe avec le label Planekonomi en 2004 et sort l'EP Beats, Traps and Backgrounds. Il est suivi par l'album Falling Out, qui est distribué aux États-Unis par Hidden Adenda à la fin 2005.

### Succès (depuis 2006)
Leur troisième album, Writer's Block (2006), suit un an plus tard et rencontre un succès minime. Le clip du morceau Young Folks est animé et réalisé par Ted Malmrosdes Shout Out Louds.
Après plusieurs tournées en soutien à Writer's Block, le groupe se consacre à d'autres projets et revient enregistrer un album instrumental, Seaside Rock, en automne 2008. 
Living Thing, leur quatrième album est publié en 2009 ; il est plus sombre et expérimental. Peter Bjorn and John jouent au Lollapalooza 2009 de Chicago. 
En 2011, Peter Bjorn and John retournent à leurs racines pop mélodique avec l'accessible Gimme Some. Le groupe ouvre pour Depeche Mode pendant leur tournée Tour of the Universe. Le deuxième single de Gimme Some, Second Chance, est utilisé pour une publicité de la marque Bud Light et comme chanson-thème de la sitcom 2 Broke Girls.
Les trois membres formeront leur propre label, Ingrid. Le groupe travaille ensuite sur un septième album, mais se retrouve confronté à des divergences créatives. En avril 2015, Peter Bjorn and John sortent le single High Up (Take Me to the Top) sur INGRID Volym 2, un double album exclusivement réservé au Record Store Day ; le tirage est limité à 500 exemplaires. En juillet, le groupe dévoile deux nouveaux morceaux sur NPR avant de sortir l'album Breakin' Point le 11 mars 2016, accompagné du single promo What You Talking About.
L'album Darker Days sort en 2018, Endless Dream sort en 2020.

## Discographie

### Albums studio
- 2002 : Peter Bjorn and John (Beat That!)
- 2005 : Falling Out (Riotplan)
- 2006 : Writer's Block (Wichita Recordings/V2 Records)
- 2008 : Seaside Rock (Wichita Recordings)
- 2009 : Living Thing (Wichita Recordings)
- 2011 : Gimme Some (Cooking Vinyl)
- 2016 : Breakin' Point (Ingrid, Warner Sweden, Kobalt Label Services)
- 2018 : Darker Days
- 2020 : Endless Dream

### Singles
- 2006 : Young Folks
- 2006 : Let's Call It Off
- 2007 : Objects of My Affection
- 2009 : It Don't Move Me
- 2009 : Nothing to Worry About
- 2009 : Lay it Down
- 2011 : Breaker Breaker
- 2011 : Second Chance
- 2011 : Dig a Little Deeper
- 2011 : What I Could Do If I Wanted to[8]
- 2011 : May Seem Macabre
- 2016 : What You Talking About
- 2016 : Breakin' Point
- 2018 : Darker Days